# Willy Lauwers
Willy Lauwers (Hemiksem, 17 april 1936 – Palma de Mallorca, 12 april 1959) was een Belgisch wielrenner.

## Biografie
Willy Lauwers, ook bekend als 'Rupske' Lauwers, (16 april 1936 - 12 april 1959) was een professioneel wielrenner. Hij werd geboren in Hemiksem, België.
Lauwers dankte zijn bijnaam aan de manier waarop hij zich op zijn fiets voortbewoog als een rups, wiegend en kronkelend. Daarnaast wist hij dankzij zijn behendigheid op de fiets door de kleinste gaatjes in het peloton te manoeuvreren. 
Als zoon van oud-wielrenner Stan Lauwers was hij geboren om wielrenner te worden. In 1957, op 21-jarige leeftijd, won hij de Zesdaagse van Antwerpen samen met Reginald Arnold en Ferdinando Terruzzi. In hetzelfde jaar was hij ook de beste in Leuven, Oudenaarde, Moerbeke en in Sint-Jansteen, Nederland. Een grote carrière leek voor hem weggelegd, zowel op de baan als op de weg.
Hij overleed aan ernstige verwondingen na een val op de Tirador wielerpiste van Palma de Mallorca, tijdens een wedstrijd achter motoren. Lauwers, die met een snelheid van meer dan 70 km per uur reed, verloor plotseling zijn evenwicht en viel op de baan en werd vervolgens geraakt door de motor van renner Pedro Gomila die hem op korte afstand volgde. De onfortuinlijke fietser werd met spoed naar het ziekenhuis gebracht en overleed kort daarna. Meer dan 10.000 mensen woonden zijn begrafenis bij in Hemiksem.
Sinds 2002 wordt de Grote Prijs Rupske Lauwers, een wielerwedstrijd in Hemiksem, georganiseerd. In 2022 werd daar een gedenkplaat ingehuldigd, in een straat genaamd Rupske Lauwerslaan.

## Belangrijke resultaten
- 1954: 2e in Scheldeprijs Vlaanderen
- 1956: 1e in Prix du Salon met Arsene Rijckaert
- 1956: 2e in Hanret criterium
- 1957: 3e in Antwerpen - Herselt
- 1957: 1e in Zesdaagse van Antwerpen; met Reginald Arnold, Ferdinando Terruzzi
- 1957: 1e in Leuven
- 1957: 1e in Prix Goullet-Fogler met Arsene Rijckaert
- 1958: 1e in Antwerpen
- 1958: 1e in Borgerhout
- 1958: 1e in Hoegaarden - Antwerpen - Hoegaarden

## Resultaten in voornaamste wedstrijden
| Jaar | Milaan-San Remo | Gent-Wevelgem |
| ---- | --------------- | ------------- |
| 1956 |                 | 16e           |
| 1957 | 17e             |               |

## In populaire cultuur
- Zanger Pater Mestdagh zong in 1959 een lied over de dood van deze wielrenner: "Rupske Lauwers". (https://web.archive.org/web/20100304141750/http://www.muziekarchief.be/kleinkunstchanson/patermestdagh.php)